# 16a Brigada Mixta (Exèrcit Popular de la República)
La 16a Brigada Mixta va ser una unitat de l'Exèrcit Popular de la República creada durant la Guerra Civil Espanyola.

## Historial
La unitat va ser creada en Ciudad Real a la fi de 1936 a partir de milícies extremenyes, sent nomenat comandant el major de milícies Pedro Martínez Cartón, mentre que com a comissari polític va ser nomenat Eugenio Castro Sánchez. Durant les últimes setmanes de 1936 va estar rebent instrucció militar. La formació de la brigada també va tenir lloc en la localitat de Cabeza del Buey, on van tenir lloc una sèrie d'incidents relacionats amb la recluta de soldats destinats per a la brigada.
El 27 de desembre va ser enviada al capdavant d'Andalusia, quedant situada entre les poblacions de Jaén de Torredonjimeno i Arjona. Entre gener i febrer de 1937 va intentar per dues ocasions reconquerir Porcuna, sense èxit. Al març va passar a integrar-se en la reserva de l'Exèrcit del Sud. Entre el 27 de març i el 13 d'abril la brigada va estar present en el Front de Còrdova cooperant al costat d'altres forces republicanes en diverses operacions sobre Puebluenuevo i Peñarroya. Posteriorment va tornar a la província de Jaén, on va cooperar amb les unitats republicanes que assetjaven el Santuari de Nuestra Señora de la Cabeza, on resistien un grup de guàrdies civils des de l'estiu anterior. Al començament de maig va aconseguir acabar amb la resistència dels guàrdies civils revoltats, fent-se amb el control del Santuari.
Al juliol va ser destinada al capdavant de Madrid, per a participar en la batalla de Brunete integrada en la 34a Divisió. El 9 de juliol la brigada va intervenir en socors de la 15a Divisió i posteriorment va assaltar les posicions franquistes de Romanillos i Cerro Mosquitos. Durant els següents dos dies van prosseguir els assalts contra les posicions franquistes, sense resultats positius. El dia 19 una contraofensiva franquista va trencar la zona que cobria la unitat, sense que la brigada aconseguís tapar la bretxa, havent de retirar-se l'endemà. En els següents moments va estar cobrint la zona situada al sud de Brunete, però va haver de retirar-se novament per la pressió enemiga, coincidint amb el final de la batalla.
Finalitzats els combats de Brunete, la 16a BM va ser traslladada al capdavant de Terol, on es va incorporar a la provisional Divisió «A», posteriorment canviada de nom com 64a Divisió, al capdavant de la qual va quedar el ja tinent coronel Martínez Cartón. Entre el 4 i el 21 d'agost va participar en diverses operacions menors que van tenir lloc en la zona pròxima a Terol. A la fi de 1937 al costat de la resta de la 64a Divisió participa en la batalla de Terol. A pesar que una part de la 16a BM va acudir al combat sense l'equipament adequat per a l'hivern, la unitat va sostenir forts combats amb les forces franquistes. El 30 de desembre, en plena contraofensiva enemiga, va mantenir una acarnissada lluita en les posicions dels Morrones, La Pedrosa, Viñas i Carrascalejo, però degué retirar-se per la pressió de l'atac franquista.
Al febrer de 1938, en acabar la batalla de Terol, la 16a va passar a dependre de l'Exèrcit del Llevant. Després del tall de la zona republicana en dues, la brigada va quedar en el sud, on va participar en els combats que es van desenvolupar en el front de Llevant. A l'agost la unitat va passar a dependre de la 67a Divisió, i al novembre va quedar adscrita a la 66a Divisió.
La fi de la contesa el va sorprendre mentre es trobava en la zona de Llevant, el març de 1939.

## Comandaments
Comandants
- Major de milícies Pedro Martínez Cartón;
- Comandant d'infanteria José Balas López;

Comissaris
- Eugenio Castro Sánchez, del PCE;[6][7]
- Eleuterio Dorado Lanza, d'IR;[8]